# Соловйов В'ячеслав Дмитрович
В'ячеслав Дмитрович Соловйов (нар. 14 січня 1925, станція Вешняки, Московська губернія, СРСР — пом. 7 вересня 1996, Москва) — радянський футболіст і тренер. Під його керівництвом київське «Динамо» здобуло перший чемпіонський титул (1961). Заслужений тренер УРСР, Грузинської РСР, Узбецької РСР, РРФСР.

## Життєпис
Вихованець московських клубів «Локомотив» і СКІФ. З 1944 року в основному складі «залізничників». 1946 року перейшов до складу ЦБЧА. У «команді лейтенантів», за необхідністю, виступав у середині поля або на вістрі атаки. 1948 року ввійшов до списку 33 найкращих гравців сезону під першим номером серед лівих хавбеків. Після переходу Всеволода Боброва до ВПС посів чільне місце у п'ятірці основних форвардів клубу (окрім Соловйова до неї входили Олексій Гринін, Валентин Ніколаєв, Борис Коверзнєв і Володимир Дьомін). У 1950 і 1951 роках був одним з найвлучніших гравців національної ліги. П'ятиразовий чемпіон СРСР і дворазовий володар національного кубка.
На Олімпійських іграх 1952 року радянська команда поступилася збірній Югославії. Головними винуватцями поразки визнали гравців ЦБРА — базового клубу. Команду розформували. В'ячеслав Соловйов був переведений до клубу МВО, де виступав до травня наступного року. Ще півтора сезону захищав кольори столичного «Торпедо». У 29 років вирішив завершити кар'єру професіонального футболіста. Всього у класі «А» провів 146 матчів, 39 голів.
1954 року закінчив школу тренерів при Державному інституті фізичної культури. У вересні був призначений старшим тренером команди «Крила Рад». Під його керівництвом куйбишевська команда у 1957 році здобула путівку до еліти радянського футболу. Того року був нагороджений орденом «Знак Пошани».
У липні 1959 року був призначений старшим тренером київського «Динамо». Наступного сезону українська команда здобула срібні нагороди першості СРСР. Вершиною тренерської діяльності В'ячеслава Соловйова став 1961 рік — «Динамо», вперше у своїй історії, виграло чемпіонат Радянського Союзу.
Надалі очолював олімпійську збірну СРСР, московський ЦСКА, «динамівські» колективи Москви, Тбілісі і Ленінграду, а також ташкентський «Пахтакор», «Нефтчі» з Баку, «Таврію» (Сімферополь), клуб «Алга» з столиці Киргизії і ташкентський ЦСКА.
Під його керівництвом «динамівці» Тбілісі здобули «бронзу» чемпіонату СРСР 1967 року, «Пахтакор» переміг у першій лізі 1972 року, а «Таврія» — у чемпіонаті УРСР 1987.

## Досягнення
Гравець
- Чемпіон СРСР (5): 1946, 1947, 1948, 1950, 1951
- Володар кубка (2): 1948, 1951

Тренер
- Чемпіон СРСР (1): 1961
- Другий призер (1): 1960
- Третій призер (1): 1967
- Переможець першої ліги (1): 1972
- Чемпіон УРСР (1): 1987